# Alexander Hacke

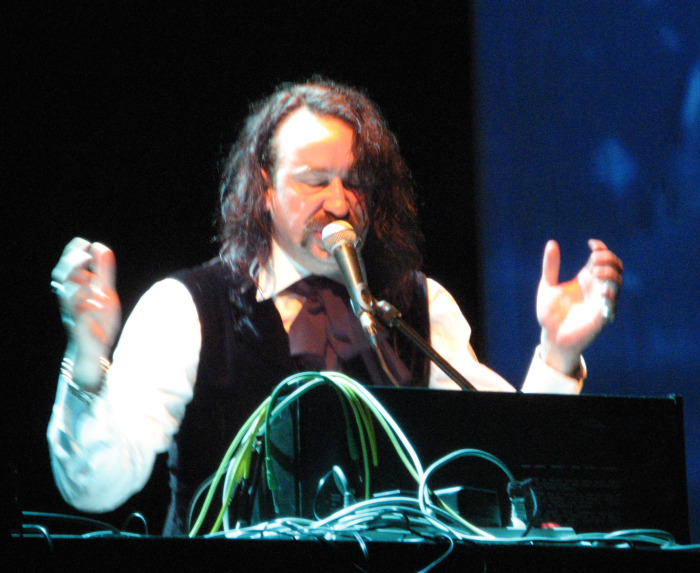
Hacke live, 2007

Alexander Hacke (* 11. Oktober 1965 in West-Berlin) ist ein deutscher Musiker, Musikproduzent, Komponist von Filmmusik und Schauspieler. Bekannt ist er vor allem als Gitarrist (1980–1994) und Bassist (1994–2025) der Band Einstürzende Neubauten. Von 1980 an trat er für einige Jahre unter dem Künstlernamen Alexander von Borsig auf.

## Leben

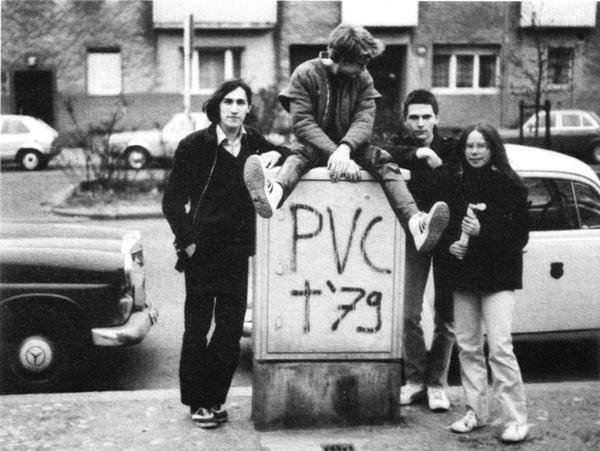
Hacke mit der Band P1/E (1980, 2. v. l.)

Hacke wuchs in Berlin-Neukölln auf. Erste Erfahrungen als Bandmitglied sammelte er 1979 bei einer Berliner Schülerband. Im selben Jahr war er Mitbegründer der Band Mekanik Destrüktiw Komandöh, deren Namen vom 1973 erschienenen Album Mekanïk Destruktïw Kommandöh der französischen Gruppe Magma abgeleitet war. Ebenfalls 1979 trat er der Gruppe P1/E (Stilrichtung: Minimal Electro) und verließ im Sommer die Schule ohne Abschluss nach der 8. Klasse. Fortan widmete er sich unter dem Künstlernamen Alexander von Borsig ganz seinen musikalischen Aktivitäten. Als seinen ersten Solotitel veröffentlichte er Das Leben ist schön. 1980 schloss er sich als Gitarrist der früher in diesem Jahr gegründeten Band Einstürzende Neubauten an.
Beim ersten Konzert der Einstürzenden Neubauten in Hamburg in der dortigen Markthalle am 25. Dezember 1980, dem ersten Weihnachtsfeiertag, bei dem die Neubauten im Vorprogramm der Punk-Band Abwärts spielten, lernte Alexander Hacke die damals 18-jährige Christiane Felscherinow kennen, besser bekannt unter dem gekürzten Namen Christiane F., deren verfilmte Tatsachenerzählung Wir Kinder vom Bahnhof Zoo über ihre Heroin-Sucht zu dieser Zeit die deutsche Bestsellerliste anführte. Beide wurden für etwa zwei Jahre ein Paar und traten auch als Musikduo unter dem Namen Sentimentale Jugend auf.
1981 veröffentlichte Hacke seine zweite Solo-Schallplatte mit dem Titel Borsig-Werke (ein Wortspiel mit der Bezeichnung für die Industrieanlagen des Unternehmens Borsig in Berlin) und schloss sich der Band Sprung aus den Wolken an. Auf einer 1982 erfolgten USA-Reise mit den Einstürzenden Neubauten arbeitete er mit der Los Angeles Free Music Society zusammen. Mit Christiane F., die die Band auf dieser Reise begleitete, nahm er in Los Angeles als Instrumentalist die Single Wunderbar auf. Zurück in Berlin landete er mit seiner Solo-Single Hiroshima, die von der britischen Musikzeitschrift New Musical Express (NME) zur „single of the week“ gekürt wurde, einen internationalen Erfolg. 1982 und 1984 bis 1986 spielte er in der Band Mona Mur & Die Mieter, von 1986 an arbeitete er zeitweise bei der Band Crime and the City Solution mit.
Seit 1992 betätigte sich Alexander Hacke ebenso als Komponist von Filmmusik (siehe unten Filmografie). Zusammen mit anderen Komponisten steuerte er auch Musik zum erfolgreichen Film Gegen die Wand (2004) von Fatih Akin bei. In Akins Dokumentarfilm Crossing The Bridge – The Sound of Istanbul (2005) trat er vor der Kamera auf.
1993 war er Frontman der Band Jever Mountain Boys, die Songs verschiedener Stilrichtungen als Cover-Versionen im Country-Stil darbot. 1994 wirkte er als Gitarrist bei Gianna Nanninis Album Dispetto mit und spielte zahlreiche Konzerte mit ihrer Band.
1998 produzierte Hacke mit seiner damaligen Ehefrau Meret Becker die CD Nachtmahr, bei der er auch als Musiker mitwirkte. Mit seinem Schwager Ben Becker produzierte er 2001 die CD Fieber – Tagebuch eines Aussätzigen. Becker rezitiert auf diesem Tonträger Gedichte von Klaus Kinski, Hacke schrieb die Musik dazu. 1999 wirkte er als Gitarrist bei der CD Close The Door von Terranova mit.
Von Januar bis Dezember 2003 führte er einmal pro Monat zusammen mit Danielle de Picciotto in der Berliner Diskothek Big Eden die Bühnenshow Bada Bing! auf. Ebenfalls zusammen mit Danielle de Picciotto und den Tiger Lillies schuf und leitet er seit 2005 das musikalische Bühnenprogramm Mountains Of Madness nach der Horrorgeschichte At the Mountains of Madness (deutsch Berge des Wahnsinns) von H. P. Lovecraft. Ebenfalls 2005 erschien sein Solo-Album Sanctuary.
Auch als Schauspieler versuchte sich Alexander Hacke, etwa im Film Decoder (1983), in dem er mit seiner damaligen Lebensgefährtin Christiane Felscherinow (Christiane F.) auftritt. In Nebenrollen war er im TV-Film Jacks Baby (1999, Regie: Jan Josef Liefers) und Planet Alex (2001, Regie: Uli M Schueppel) zu sehen.
Alexander Hacke ist Vater eines Sohnes (* 3. Oktober 1989, Mutter Angela Mettbach) und einer Tochter (* 10. Februar 1999, Mutter Meret Becker).
2006 heiratete Alexander Hacke seine langjährige Lebensgefährtin, die amerikanische Künstlerin Danielle de Picciotto. Als hackedepicciotto veröffentlicht das Ehe- und Künstlerpaar regelmäßig eigene Kompositionen. Die bewusste Zusammenschreibung der beiden Nachnamen von Alexander Hacke und Danielle de Picciotto mit ausschließlich kleinen Buchstaben soll in diesem Projekt die künstlerische Verschmelzung ihrer Persönlichkeiten als Einheit symbolisieren.
Auch die von Hacke gemeinsam mit de Picciotto komponierte und aufgenommene Filmmusik wird unter dem Namen hackedepicciotto veröffentlicht. Für den 2022 von Tobby Holzinger initiierten und produzierten Spielfilm Die Q ist ein Tier („a vegan murder mystery“) nahm hackedepicciotto ein einziges Musikstück auf, das ohne Unterbrechung den gesamten Film begleitet. Der Abspannsong greift erneut das Thema des Scores auf.
Im April 2025 verkündete Hacke seinen Ausstieg bei den Einstürzenden Neubauten. Hacke begründete seinen Ausstieg in einem auf Facebook veröffentlichten Statement. Zwar sei diese Band seit mehr als vier Jahrzehnten seine Familie. Doch seien die Grundstandards der Bandmitglieder „persönlich und beruflich auf jeder Ebene unterschiedlich“. Um seine Integrität zu bewahren, habe er keine andere Wahl, als seinen Weg ohne die Neubauten fortzusetzen.

## Bedeutung
Der Musikjournalist David Pfister schreibt über Hacke: „Auf den unterschiedlichsten Tonträgern der unterschiedlichsten Künstler taucht er auf. Von Klezmer-Folklore über Country bis Speed Metal – Alexander Hacke ist nichts fremd. Hacke kennt und kann alles.“ Seine frühen Titel Das Leben ist schön und Hiroshima, die er im Alter von 15 beziehungsweise 16 Jahren schrieb und veröffentlichte, brachten ihm den Ruf eines „Wunderkindes“ der damaligen Berliner Underground-Szene ein. Ursprünglich von der Industrial Music des musikalischen Underground herkommend, integrierte Hacke in den 1980er Jahren zunächst Elemente des Punk und der Neuen Deutschen Welle in seine Musik. Später versuchte er sich erfolgreich in den verschiedensten Stilrichtungen, sowohl innerhalb der Einstürzenden Neubauten als auch bei seinen Aktivitäten außerhalb dieser Band, der er seit 1980 stets treu blieb.

## Diskografie (Auswahl)
(Nicht berücksichtigt sind Tonträger der Einstürzenden Neubauten. Dazu siehe dort.) 
- 1980: Das Leben ist schön
- 1981: Borsig-Werke
- 1982: Christiane F.: Wunderbar (Mitarbeit)
- 1982: Hiroshima
- 1982: Mona Mur und die Mieter: Jeszcze Polska
- 1988: Crime and the City Solution: Shine
- 1989: Crime and the City Solution: The Bride Ship
- 1990: Crime and the City Solution: Paradise Discoteque
- 1992: Filmarbeiten
- 1994: Jever Mountain Boys: Bury the Bottle with Me
- 1994: Gianna Nannini: Dispetto (Mitarbeit)
- 1994: Christoph Dreher: Sweat (Mitarbeit)
- 1995: Blind: Live Saver (Produzent)
- 1995: Miranda Sex Garden: Fairytales About Slavery (Produzent)
- 1996: Andreas Ammer / FM Einheit: Deutsche Krieger – Tonträgeroper (Mitarbeit)
- 1998: Meret Becker: Nachtmahr (Produzent, Musiker)
- 1999: Terranova: Close the Door (Mitarbeit)
- 2001: Fieber – Tagebuch eines Aussätzigen, Gedichte von Klaus Kinski, rezitiert von Ben Becker, Musik von Alexander Hacke
- 2002: Fred Alpi: Les chiens mangent les chiens (Produzent)
- 2005: Sanctuary
- 2005: Martin Dean: The Best of Martin Dean (Mitarbeit)
- 2006: Mountains of Madness in Zusammenarbeit mit den Tiger Lillies & Danielle de Picciotto (DVD)
- 2006: I Hate You für die Monks-Tribute-Doppel-CD Silver Monk Time
- 2008: The Ship of Fools in Zusammenarbeit mit Danielle de Picciotto (DVD/CD)
- 2009: Doomed
- 2010: Hitman's Heel in Zusammenarbeit mit Danielle de Picciotto
- 2013: American Twilight Crime & the City Solution, MUTE Records
- 2014: Ministry of Wolves in Zusammenarbeit mit Mick Harvey, Danielle de Picciotto, Paul Wallfisch
- 2016: Perseverantia in Zusammenarbeit mit Danielle de Picciotto (Vinyl/CD)
- 2017: Unity in Zusammenarbeit mit Danielle de Picciotto (CD)
- 2017: Menetekel in Zusammenarbeit mit Danielle de Picciotto (Vinyl/CD)
- 2018: Joy in Zusammenarbeit mit Danielle de Picciotto (CD)
- 2018: Risha in Zusammenarbeit mit David Eugene Edwards (CD)

## Filmografie
(Nicht berücksichtigt sind Filme von und über die Einstürzenden Neubauten. Dazu siehe dort.) 
- 1983: Decoder (Darsteller)
- 1988: Nihil, oder alle Zeit der Welt (Filmmusik)
- 1992: Die Terroristen (Filmmusik)
- 1992: Vaterland (Darsteller und Filmmusik)
- 1993: Prinz in Hölleland (Filmmusik)
- 1994: Dens – Die eigentlich nicht sind (Filmmusik)
- 1994: Das Loch (Filmmusik)
- 1999: Jacks Baby (Darsteller)
- 1999: Sonnenallee (Filmmusik)
- 2001: Planet Alex (Darsteller)
- 2004: Gegen die Wand (Filmmusik)
- 2005: Crossing The Bridge – The Sound of Istanbul (Filmmusik)
- 2007: Das wilde Leben (Filmmusik)
- 2007: Fuori dalle corde (Filmmusik)
- 2009: Elektrokohle – Von Wegen (Darsteller und Filmmusik)
- 2009: Hinter Kaifeck (Filmmusik)
- 2009: Last Cowboy Standing (Filmmusik)
- 2010: Empire Me – Der Staat bin Ich! (Filmmusik)
- 2011: Lollipop Monster (Filmmusik)
- 2011: Francesco und der Papst (Filmmusik)
- 2012: Müll Im Garten Eden (Filmmusik)
- 2014: Miss Sixty (Darsteller)
- 2014: The Cut (Filmmusik)
- 2015: Unser letzter Sommer (Filmmusik)
- 2018: Iuventa (Filmmusik in Zusammenarbeit mit Danielle de Picciotto)
- 2018: Ein Fall für Dr Abel: Zersetzt (Filmmusik, mit Danielle de Picciotto)
- 2019: Ein Fall für Dr Abel: Zerbrochen (Filmmusik, mit Danielle de Picciotto)
- 2019: Ein Fall für Dr Abel: Zerschunden (Filmmusik, mit Danielle de Picciotto)
- 2023: Die Q ist ein Tier (Filmmusik, mit Danielle de Picciotto)

## Hörspiele
- 2004: Andreas Ammer/FM Einheit: Lost & Found: Das Paradies  (auch Sprecher) – Regie: Andreas Ammer/FM Einheit (Pophörspiel – BR)